# Oliarus kanakana
Oliarus kanakana är en insektsart som beskrevs av George Willis Kirkaldy 1902. Oliarus kanakana ingår i släktet Oliarus och familjen kilstritar. Utöver nominatformen finns också underarten O. k. punaensis.